# Eadric (Kent)
Eadric (auch Edric, Edricus, Ædric; * um 670; † wahrscheinlich im August 686 oder 31. August 687) war von 685 bis zu seinem Tod König des angelsächsischen Königreiches Kent. Er stammte aus der Dynastie der Oiscingas.

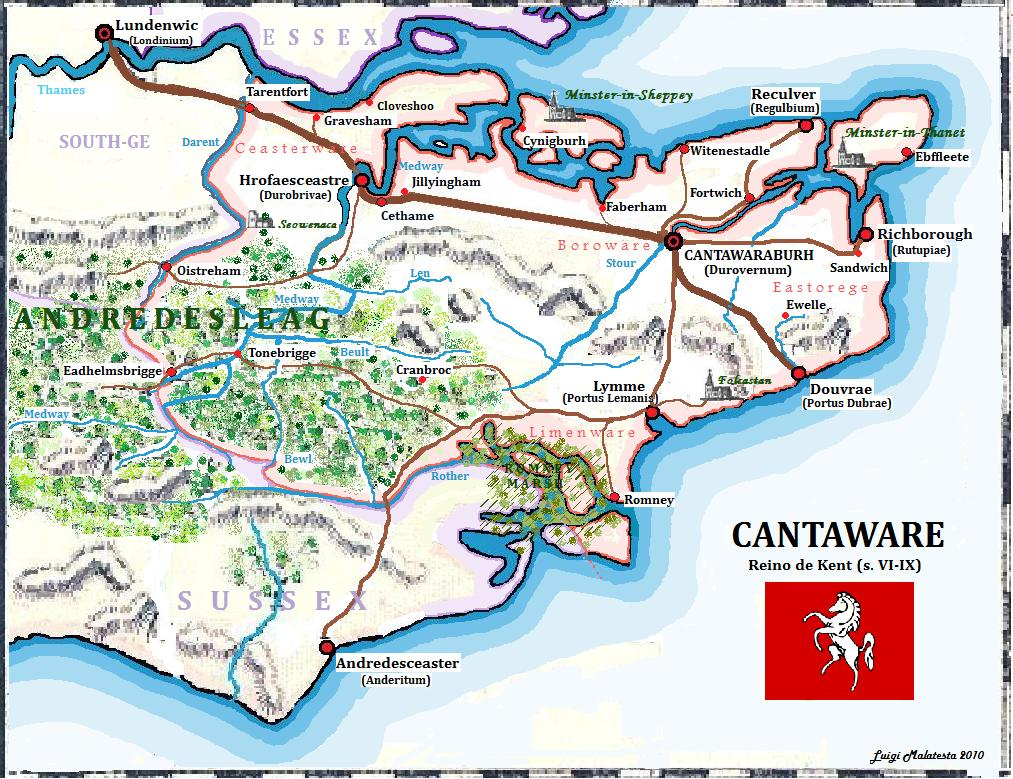
Kent in angelsächsischer Zeit

## Leben

### Familie
Eadric war ein Sohn von König Ecgberht I. Der Name seiner Mutter ist unbekannt. Sein Bruder Wihtred wurde später ebenfalls König. Möglicherweise war Eormenhild („Hermelinda“), die angelsächsische Frau des Langobardenkönigs
Cunincpert, seine Schwester. Nachkommen Eadrics sind nicht bekannt.

### Thronfolge
Nach dem Chronisten Beda Venerabilis wurde nach Ecgberhts Tod am 4. Juli 673 dessen Bruder Hlothhere Nachfolger als König. Vermutlich kam es jedoch zu einem einjährigen Interregnum durch Wulfhere von Mercia, einem Schwager Ecgberhts. Nach einer militärischen Niederlage gegen Northumbria im Jahr 674 schwand Wulfheres Einfluss und im Jahr 675, dem Todesjahr Wulfheres, beurkundete Hlothhere im „ersten Jahr seiner Herrschaft“ eine Charta ohne die sonst übliche Zustimmung der Hegemonialmacht Mercia.
Seit etwa 679 bestand vermutlich eine untergeordnete Mitregentschaft Eadric, da sich sein Name gemeinsam mit dem seines Onkels Hlothheres unter einem Gesetzeskodex findet. Kents Einflusssphäre scheint bis nach Lundenwic (London) in Essex gereicht zu haben, wo ein wic-gerefa (etwa „Marktvogt“) Kents in der „königlichen Halle“ amtierte. Im Jahr 679 schenkte Hlothhere cum consensu archiepiscopi Theodori et Edrico, filium fratris mei („mit Zustimmung des Erzbischofs Theodor und Eadrics, dem Sohn meines Bruders“) an den Abt Beorhtwald und das Kloster Reculver Ländereien bei Westanae (auf der Isle of Thanet) und in Sturry (bei Canterbury). Hierbei handelt es sich um die älteste im Original erhaltene angelsächsische Charta. Eine spätere Charta König Swæfheards aus dem Jahr 689 bestätigte eine offenbar gemeinsame Landschenkung Hlothheres und Eadrics.

### Herrschaft
Um 684/685 müssen sich Eadric und Hlothhere zerstritten haben, denn Eadric ging nach Sussex, wo er Truppen gegen Hlothhere mobilisierte, den er in einer Schlacht am 6. Februar 685 besiegen konnte. Hlothhere erlag noch auf dem Schlachtfeld seinen Verletzungen. Eadric wurde daraufhin Nachfolger als König. Im Juni 686 verkaufte Eadric dem Abt Hadrian vom St.-Petrus-Kloster in Canterbury Ländereien bei Stodmarsh (etwa 8 km östlich von Canterbury) für 10 libras (etwa „Pfund“) Silber. Sehr bald darauf musste sich Eadric allerdings mit Caedwalla, dem König von Wessex, auseinandersetzen, der in mehreren Feldzügen daranging, den Süden und Osten Englands zu unterwerfen. Caedwalla gewann so die Herrschaft über Sussex und eroberte 686 im Bündnis mit König Sighere von Essex schließlich auch Kent. Caedwalla setzte daraufhin seinen Bruder Mul als Statthalter in Kent ein. Das Schicksal Eadrics ist unklar: Nach Beda Venerabilis starb Eadric 686 nach eineinhalbjähriger Herrschaft, also während dieser Kämpfe. Andere Quellen geben als Todesdatum den 31. August 687 an. In Kent folgte eine Zeit rasch wechselnder ausländischer Herrscher und Usurpatoren bis im Jahr 690 mit Eadrics Bruder Wihtred die Dynastie der Oiscingas die Macht wiedererlangen konnte.